# Nye Mountains
Nye Mountains är ett berg i Antarktis. Det ligger i Östantarktis. Australien gör anspråk på området. Toppen på Nye Mountains är 790 meter över havet.
Terrängen runt Nye Mountains är platt norrut, men söderut är den kuperad. Trakten är obefolkad. Det finns inga samhällen i närheten. 